# Pensilvania
Pensilvania è un comune della Colombia facente parte del dipartimento di Caldas.
Il centro abitato venne fondato da Isidro Mejia e Manuel Antonio Jaramillo nel 1709, mentre l'istituzione del comune è del 3 febbraio 1866.